# Heilig Hartbeeld (Bunde)
Het Heilig Hartbeeld is een standbeeld in het Nederlandse dorp Bunde.

## Achtergrond
Het Heilig Hartbeeld werd rond 1925 gemaakt en staat bij de voormalige pastorietuin van de Sint-Agneskerk.

## Beschrijving
Een staande Christusfiguur, met zijn beide handen opgeheven. Op zijn borst, in kleur, het vlammend hart. Op de bakstenen sokkel is een embleem aangebracht met de tekst 

KOMT ALLEN TOT MIJ

## Rijksmonument
Het beeldhouwwerk is erkend als rijksmonument, onder meer "als bijzondere uitdrukking van een geestelijke en typologische ontwikkeling. (...) Het Heilig Hartbeeld is van algemeen belang vanwege de gaafheid en de redelijke mate van zeldzaamheid."